# Pňovice (Olomouc)
Pňovice é uma comuna checa localizada na região de Olomouc, distrito de Olomouc.